# Gloster VI
Il Gloster VI, soprannominato Golden Arrow (Freccia dorata in inglese), era un idrocorsa (idrovolante da corsa) con configurazione "a scarponi" realizzato dall'azienda britannica Gloster Aircraft Company per partecipare all'edizione del 1929 della Coppa Schneider.

## Storia del progetto
La prima partecipazione di un'idrocorsa Gloster alla Coppa Schneider risale all'edizione del 1920, con il biplano Gloster II, che non riuscì a terminare la gara. Biplani furono anche i successivi Gloster III e Gloster IV, il cui migliore risultato fu un secondo posto del Gloster III all'edizione del 1925.
Per l'edizione del 1929, Henry Folland, il progettista capo della casa britannica, iniziò a studiare un nuovo prototipo denominato Gloster V, anch'esso biplano. Presto ci si rese conto che tale configurazione era ormai obsoleta, e si decise di abbandonare il progetto in favore di un monoplano ad ala bassa, che prese il nome di Gloster VI.
Caratteristica di rilievo erano le ali che si rastremavano verso le radici, soluzione tecnica studiata per aumentare il controllo alle basse velocità.
Fu deciso di usare lo stesso motore del Gloster IV, il Napier Lion VII. Tale propulsore fu dotato di un impianto di sovralimentazione, che porto la potenza da 897 a 1338 CV. Il raffreddamento era garantito dai radiatori posti sulle ali.
Dai primi voli il velivolo mostrò buone prospettive di sviluppo e un'alta velocità massima, ma anche notevoli problemi di alimentazione in virata che portavano a improvvisi spegnimenti del motore.

## Impiego operativo

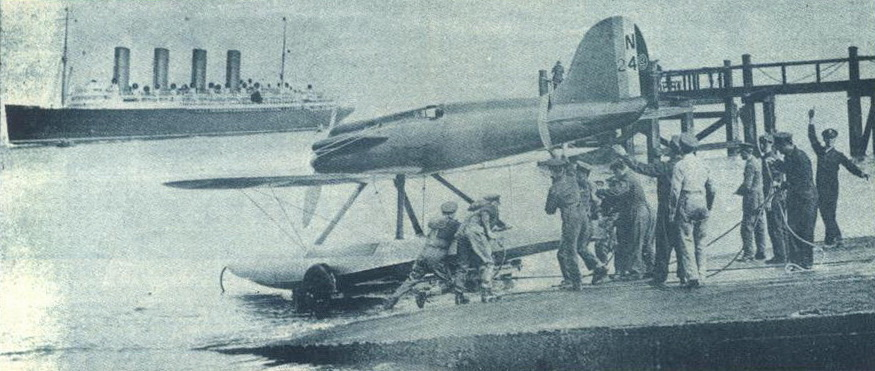
Il Gloster VI alla Coppa Schneider del 1929

Vennero realizzati due prototipi, coi numeri di serie N249 e N250. Il primo volò per la prima volta il 25 agosto del 1929, il secondo il 31 dello stesso mese.
I problemi tecnici all'impianto d'alimentazione non furono risolti, e si decise che era troppo rischioso impiegare in gara il velivolo.
L'edizione 1929 della Coppa Schneider vide trionfare il Supermarine S.6. Il giorno seguente a tale vittoria, il 10 marzo, il tenente George Stainforth a bordo del Gloster VI N249 segnò il nuovo record assoluto di velocità, con una media finale su quattro corse di 336.3 mph.
I Gloster VI vennero infine usati per addestrare i piloti di idrocorsa, in preparazione alla Coppa Schneider del 1931.

## Velivoli comparabili
Francia
- Nieuport-Delage Ni-D 450

 Regno Unito
- Supermarine S.6

 Italia
- Macchi M.67

### Pubblicazioni
- (EN) David Mondey, Britain Captures Schneider Trophy, in Air Enthusiast, Seventeen, Bromley, Kent, UK, Pilot Press, dicembre 1981 - March 1982,  pp. 36-50, ISSN 0143-5450 (WC · ACNP).